# Clodion (sculpteur)
Pour les articles homonymes, voir Clodion et Claude Michel.
Claude Michel, dit Clodion, né le 20 décembre 1738 à Nancy et mort le 28 mars 1814 à Paris, est un sculpteur lorrain, puis français.

## Biographie

### Formation et années romaines
Claude Michel est le fils de Thomas Michel et Anne Adam, et s’inscrit donc dans la dynastie de sculpteurs Adam avec ses frères Sigisbert François (1728-1811) et Pierre Joseph Michel (1737-1787). Il est très vite appelé « Claudion », « Clodion », c’est-à-dire « le petit Claude », pour le différencier d’un frère plus âgé. Dès 1756, il est élève de l’école du modèle à l’Académie royale de peinture et de sculpture, logeant chez son oncle Lambert Sigisbert Adam. À la mort de ce dernier en 1759, il entre comme élève de Jean-Baptiste Pigalle. Le 1er septembre 1759, il est lauréat du premier prix de sculpture avec un bas-relief représentant Absalon, qui fait tuer son frère Amnon dans le festin (aujourd’hui disparu), avant d’être pensionnaire de l’École royale des élèves protégés à partir de décembre 1759.
Le 6 août 1762, il reçoit son brevet pour l’Académie de France à Rome. Brillant modeleur, il y réalise des petits sujets en terre cuite qui plaisent aux amateurs. Un de ses premiers chefs-d’œuvre est la Minerve (1766), qui fait référence à la Minerve antique de la collection Giustiniani.
Ce séjour constitue un environnement propice à l’épanouissement d’une culture artistique et littéraire à laquelle l’avait sensibilisé son oncle Lambert Sigisbert Adam. Clodion se distingue par son charme et son élégance, à la fois en tant que modeleur, mais également par la taille du marbre. En 1766, il reçoit la commande d’un groupe en marbre pour le duc de la Rochefoucauld, et en 1768 d’une Vestale destinée à Catherine II de Russie. Il décide de prolonger son séjour romain au-delà des trois ans réglementaires et ne quitte Rome qu’en mars 1771.

### Carrière en France et second voyage à Rome
En 1773, il montre un choix d’œuvres à l’Académie royale de peinture et de sculpture, en obtenant ainsi l’agrégation. Dès août 1773, il expose au Salon les modèles en plâtre représentant Jupiter, Hercule, Le Fleuve Scamandre desséché par les feux de Vulcain, une esquisse pour un monument funéraire et des bas-reliefs d’inspiration antique.
Entre 1773 et 1774, il se rend pour la deuxième fois à Rome, où il réalise de délicats bas-reliefs en terre cuite. Il en profite pour récupérer des blocs de marbre pour ses commandes pour le jubé de la cathédrale de Rouen, et pour la galerie de l’hôtel de l’abbé Terray.
Sa carrière prend de l’ampleur après l’avènement de Louis XVI en 1774. En effet, Clodion s’implante dans le monde des amateurs fortunés construisant des hôtels particuliers dans les nouveaux quartiers parisiens. Il exécute d’importants bas-reliefs pour l’architecte Alexandre-Théodore Brongniart dont le Triomphe de Galatée pour Jacques-Louis-Guillaume Bouret de Vézelay (d) .
En 1782, il exécute deux frises en stuc pour la cour de l’hôtel de Bourbon-Condé, ainsi qu’un décor pour la salle de bains de l’hôtel de Besenval, dans un tout autre esprit. En effet, l’appareillage en pierre de tonnerre met en valeur un cortège de déités déshabillées. Au centre de la pièce, une Jeune femme dénudée fait écho à la Jeune Grecque endormie de Joseph-Marie Vien, peinte pour Besenval. À cela s’ajoutent deux frises sur les amours des Dieux inspirées des Métamorphoses d’Ovide.

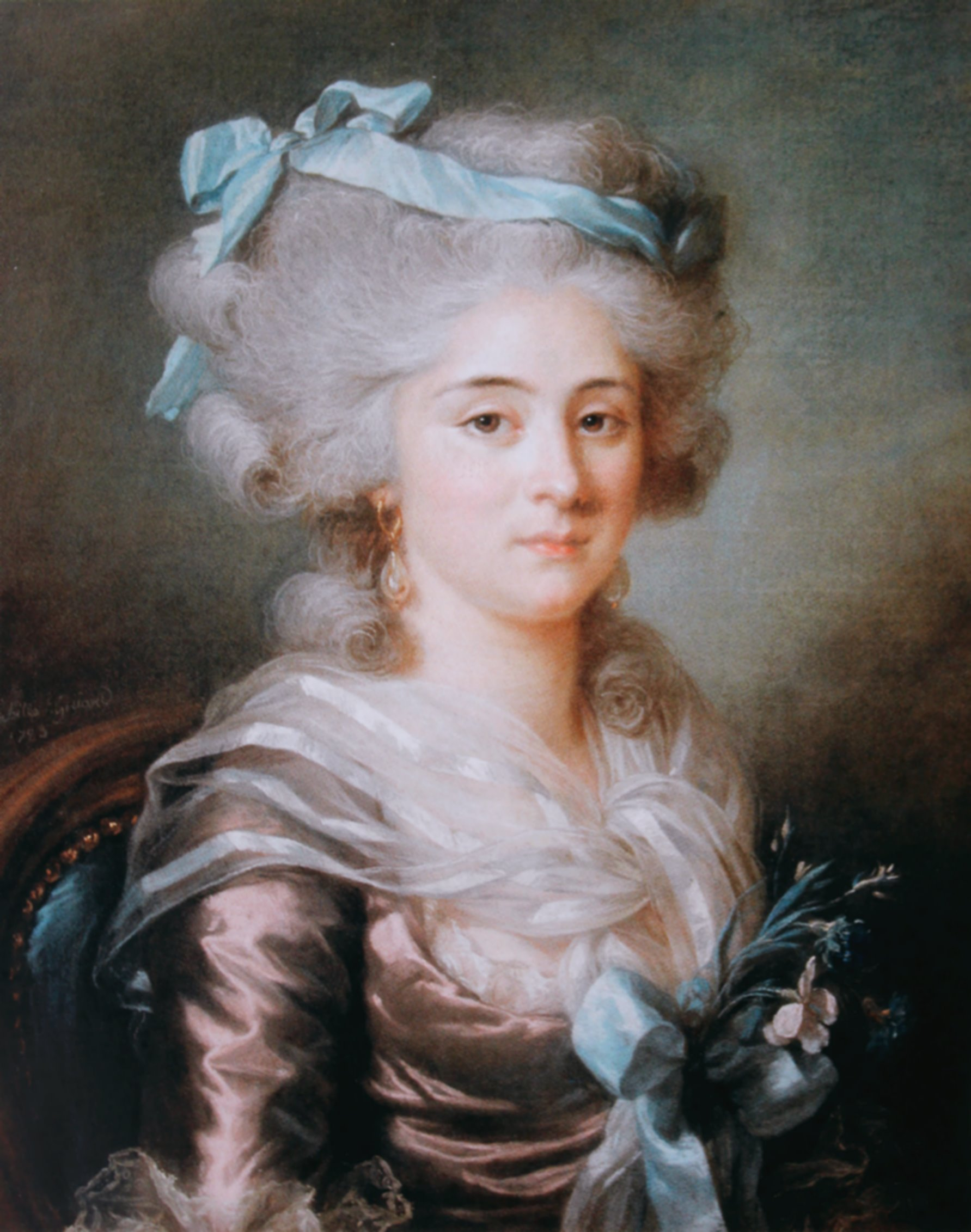
Adélaïde Labille-Guiard, Portrait de Madame Clodion (1783), Paris, musée du Louvre.

En 1778, il reçoit sa première commande royale pour un portrait de Montesquieu assis, s’inscrivant dans la série des « Grands hommes de la France » prévue pour orner la Grande Galerie du Louvre. Les vingt-sept statues réalisées pour ce projet ne seront jamais installées. Le modèle en plâtre qu’il réalise pour le Salon de 1779 est si largement critiqué que le marbre qu’il présente en 1783 est basé sur un modèle ultérieur. En revanche, les deux modèles en terre cuite qu’il réalise, en 1784, pour le concours pour l’érection d’un monument public commémorant l’ascension en ballon des frères Robert destiné à être exposé au jardin des Tuileries à Paris, font forte impression.
Multipliant les œuvres légères et virtuoses jusqu’à la Révolution, sa clientèle est telle qu’il n’a plus besoin d’exposer au Salon avant 1801. À l’avènement de la Révolution, il se fait discret mais, — contrairement à une légende tenace — ne se retire pas à Nancy. À partir de 1795, sa carrière redémarre et, durant l'Empire, il poursuit sa production de brillantes terres cuites, en parallèle de commandes prestigieuses, parfois monumentales.
En 1781, il épouse Catherine Flore Pajou (1764-1841), fille du sculpteur Augustin Pajou et d'Angélique Roumier, et sœur de Jacques-Augustin-Catherine Pajou ; ils divorcent en 1794.

## Œuvres

### Les années romaines
- Le Fleuve Scamandre desséché par les feux de Vulcain, vers 1760, plâtre, 69 × 90 × 56 cm, Semur-en-Auxois, musée Dumont[2],[4].
- Le Fleuve du Rhin séparant les eaux, 1765-1766, terre cuite, 35 × 39 cm, Londres, Victoria and Albert Museum[5].
- Le Fleuve du Rhin séparant les eaux, 1765, terre cuite, 29,7 × 45,7 × 30,5 cm, Fort Worth, musée d'Art Kimbell.
- Minerve, 1766, terre cuite, H. 47,6 cm, New York, Metropolitan Museum of Art[2]
- Vase au décor de dix femmes et un enfant tenant un oiseau, 1766, terre cuite, H. 39 cm, diam. 18,4 cm, Paris, musée du Louvre[6].
- Vase au décor de cinq femmes faisant un sacrifice, 1766, terre cuite, H. 38,9 cm, diam. 18,4 cm, Paris, musée du Louvre[7].
- Vase au décor de cinq femmes faisant un sacrifice, 1766, marbre, 36,4 × 19,8 cm, diam. 18,3 cm, Chicago, Art Institute of Chicago[8].
- Pleureuse, 1766, terre cuite, 28 × 18,7 × 15,8 cm, Paris, musée du Louvre[2].
- Pleureuse, 1766, terre cuite, 27,5 × 15,5 × 17,5 cm, Paris, musée du Louvre[2].
- Sainte Marie Madeleine pénitente, 1767, terre cuite, 19,5 × 25 × 19,5 cm, Paris, musée du Louvre[9].
- Sainte Marie Madeleine pénitente, 1768, terre cuite, 16,5 × 35 × 16 cm, Agen, musée des Beaux-Arts[2].
- La Marchande d’Amours, vers 1765-1768, bas-relief en marbre, 243 × 289 × 3 cm, Nancy, musée des Beaux-Arts.
- L’Offrande à l’Amour, entre 1765 et 1771 (?), terre cuite, 235 × 280 cm, Nancy, musée des Beaux-Arts[10].
- Vestale, 1770, marbre, 95,5 × 42,1 × 35 cm, Washington, National Gallery of Art[2].
- Antinoüs Osiris (d’après l’antique), années 1770, terre cuite, 28 × 9 × 7,7 cm, Paris, collection particulière[5].
- Monument pour un chien, vers 1770, terre cuite, 165 × 18 × 8 cm, Paris, musée Cognacq-Jay[11].
- Mausolée de Ninette, vers 1770, terre cuite, 38 × 18 × 16 cm, Nancy, Musée lorrain[12].
- Mausolée de Fifi, 1772, terre cuite, 32 × 20 × 19 cm, Besançon, musée des Beaux-Arts[2],[13].

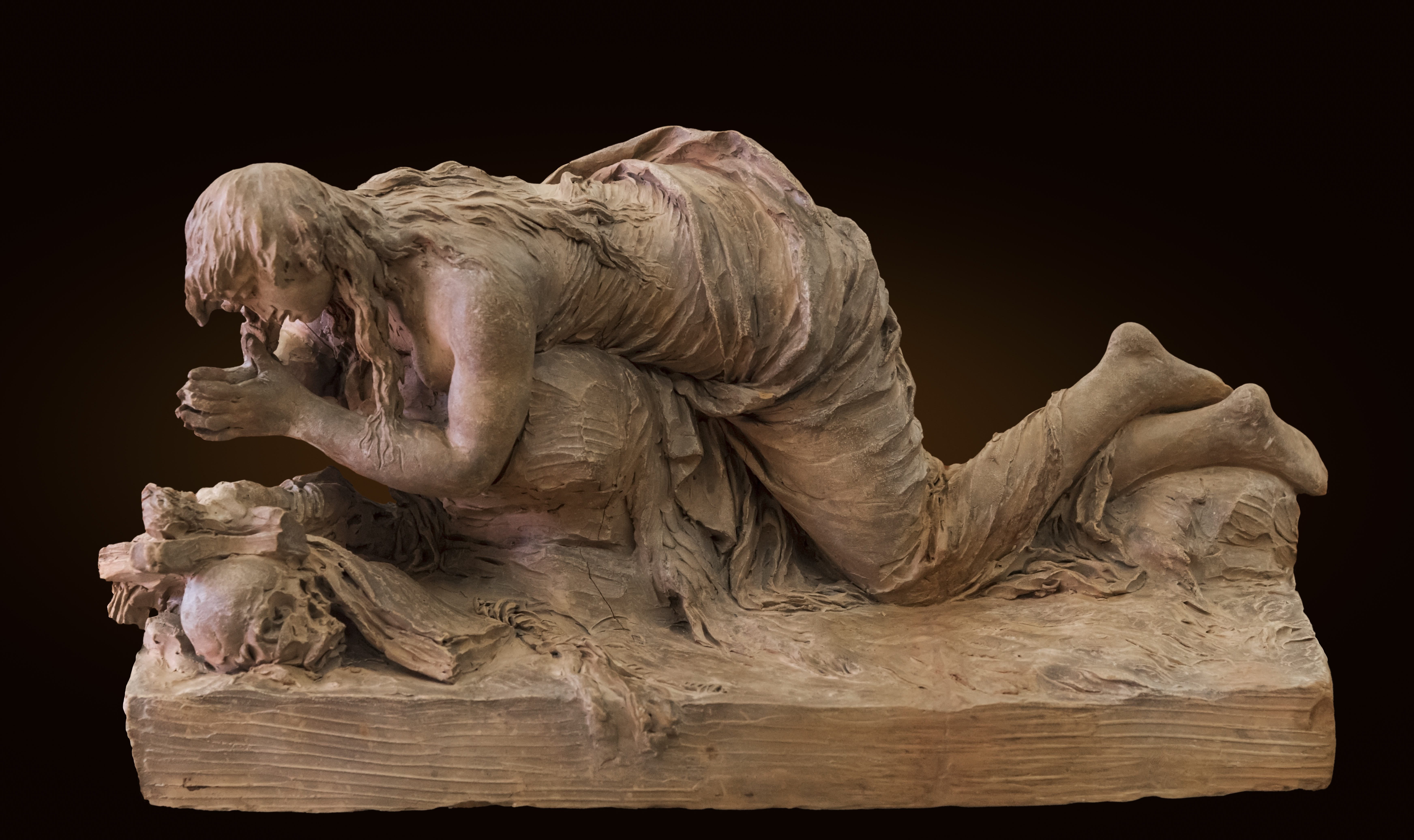
Sainte Marie Madeleine pénitente (1768), musée des Beaux-Arts d'Agen.
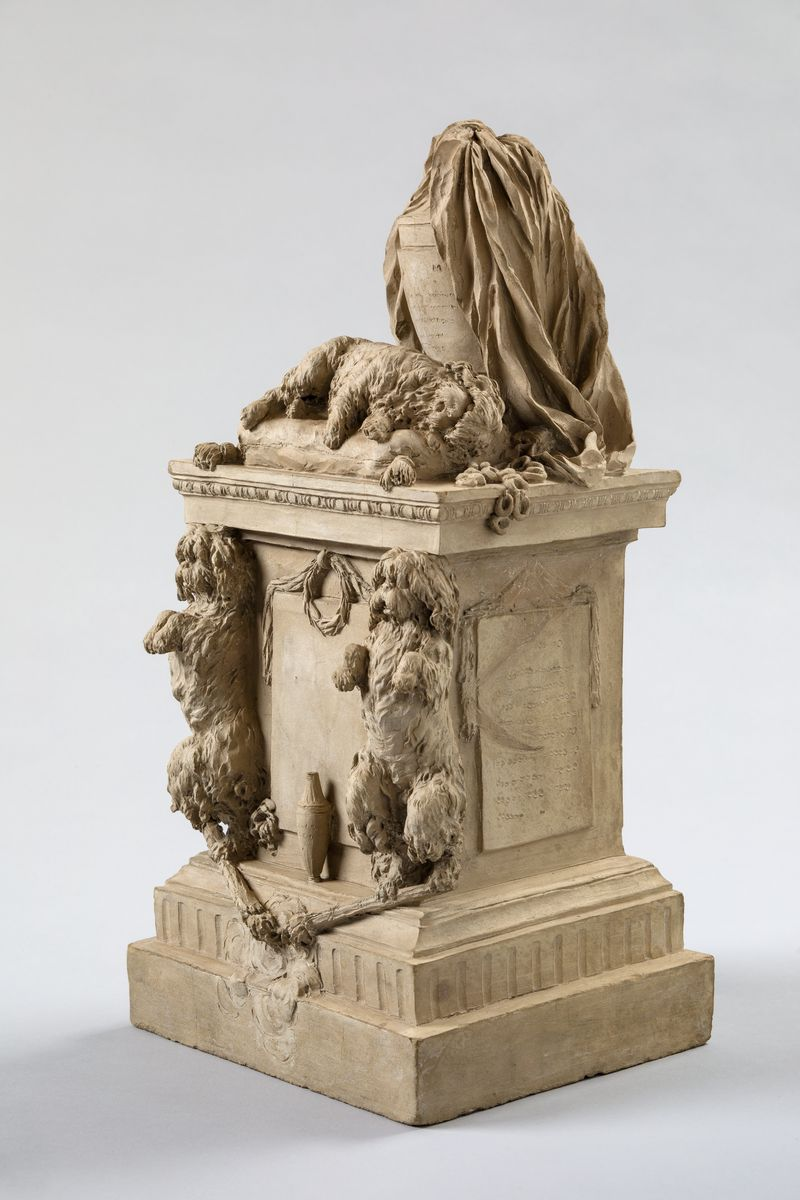
Mausolée de Ninette (vers 1770), Nancy, Musée lorrain.

### Salon de 1773, œuvres d’amateurs et premières commandes monumentales
- Hercule au repos, 1773, plâtre, 47,5 × 58,5 × 29,5 cm, Paris, musée du Louvre[14].
- Satyre jouant de la flûte devant une nymphe qui l’écoute et deux satyres enfants dansant, 1773, bas-relief en terre cuite, 33 × 36,2 × 2,2 cm, Los Angeles, musée d'Art du comté de Los Angeles[5]
- Satyre enfant courant avec un hibou, 1773, terre cuite, 45,1 cm, Cleveland, Cleveland Museum of Art[5].
- Satyresse enfant courant avec un nid, 1773, terre cuite, 45,1 cm, Cleveland, Cleveland Museum of Art[5].
- Le Sacrifice à l’Amour, vers 1773, bas-relief en marbre, 26 × 30,7 × 2 cm, Paris, musée des Arts décoratifs[15].
- Le Sacrifice à l’Amour, vers 1773, terre cuite, 23 × 26 cm, collection particulière[2].
- Une femme qui, en expirant, montre à son époux le fils qu’elle lui donne, 1773, bas-relief en terre cuite, 24 × 40 × 2 cm, Paris, musée du Louvre[16].
- Ange tenant un cœur, 2e moitié du XVIIIe siècle, marbre, 187 × 90 × 70 cm, Versailles, château de Versailles[2].
- La Bascule, vers 1775, terre cuite, 44,5 × 41,3 cm, Toledo, musée d'Art de Toledo[17].
- Fillette portant des fleurs dans sa tunique, années 1770, terre cuite, Cleveland, Cleveland Museum of Art[18].
- Jeune fille présentant des guirlandes de roses sur un plateau, années 1770, terre cuite, 45,1 × 15,2 × 17,3 cm, Cleveland, Cleveland Museum of Art[19].
- L’Offrande à Priape, vers 1775, terre cuite, 45,1 × 33,5 × 21,9 cm, Malibu, J. Paul Getty Museum[20].
- Briséis quittant Achille (?)¸ 1775-1777, terre cuite, 45 × 35,3 × 21,5 cm, Paris, collection particulière[5].
- Sainte Cécile, vers 1775, terre cuite, 44,1 × 18,2 × 16,1 cm, Paris, musée du Louvre[21].
- Sainte Cécile, 1777, marbre, 190 × 107 × 64 cm, Rouen, cathédrale Notre-Dame[2].
- La Poésie et la Musique, vers 1774-1778, marbre, 117,6 × 89,1 × 56 cm, pour la galerie de l’hôtel de l’abbé Terray, Washington, National Gallery of Art[22].
- Triomphe de Galatée, 1779, terre cuite, 29,8 × 161,2 × 18 cm, Copenhague, Statens Museum for Kunst[2].
- Le Triomphe d’Ariane, vers 1780, bas-relief en terre cuite, 32,2 × 91,5 × 4 cm, pendant présumé du Triomphe de Bacchus, Paris, Petit Palais[2].
- Le Triomphe de Bacchus, vers 1790, bas-relief en terre cuite, 37 × 109 cm, pendant présumé du Triomphe d’Ariane, Ottawa, Musée des beaux-arts du Canada[2].
- Jeune fille portant une aiguière, années 1780, terre cuite, 43,5 × 16,5 × 11,5 cm, Paris, collection particulière[5].
- Bacchant proposant un plateau de fruits à une bacchante portant un enfant, années 1780, terre cuite, 44,5 × 23 × 23,5 cm, Suisse, collection particulière[5].
- Bacchant portant un vase, accompagné d’une bacchante tenant un enfant par la main, années 1780, terre cuite, H. 50,8 cm, Waddesdon, Waddesdon Manor[23].
- Bacchante courant portant des fruits dans sa tunique, vers 1780-1785, terre cuite, collection particulière[5].
- Léda et le cygne, vers 1782, terre cuite, 39,5 × 18,5 × 18 cm, Laneuveville-devant-Nancy, château de Montaigu[2].
- Montesquieu, 1783, marbre, 164 × 122 × 122 cm, Paris, musée du Louvre[24].
- Égyptienne au naos, vers 1783, terre cuite, 48 × 19,5 × 13 cm, Paris, musée du Louvre[25].
- Modèle pour un monument commémorant l’ascension en ballon des physiciens Charles et Robert, 1784, terre cuite, H. 109,5 cm, New York, Metropolitan Museum of Art[26].

### Les grands décors architecturaux
- Enfants et petits satyres volant ses enfants à une panthère, vers 1781, bas-relief en terre cuite, 24,5 × 79,1 × 4,5 cm, modèle pour le décor de la cour de l’hôtel de Bourbon-Condé, New York, Metropolitan Museum of Art[5].
- Enfants et petits satyres volant ses enfants à une panthère, vers 1781, bas-relief en stuc, 165 × 642 × 9 cm, élément de décor de la cour de l’hôtel de Bourbon-Condé, Paris, musée du Louvre[27].
- Enfants et satyres conduisant une chèvre au sacrifice, vers 1781, bas-relief en terre cuite, 25,4 × 77,5 × 4,8 cm, modèle pour le décor de la cour de l’hôtel de Bourbon-Condé, New York, Metropolitan Museum of Art[5].
- Enfants et satyres conduisant une chèvre au sacrifice, vers 1781, bas-relief en stuc, 166,5 × 660 × 9 cm, élément de décor de la cour de l’hôtel de Bourbon-Condé, Paris, musée du Louvre[2].

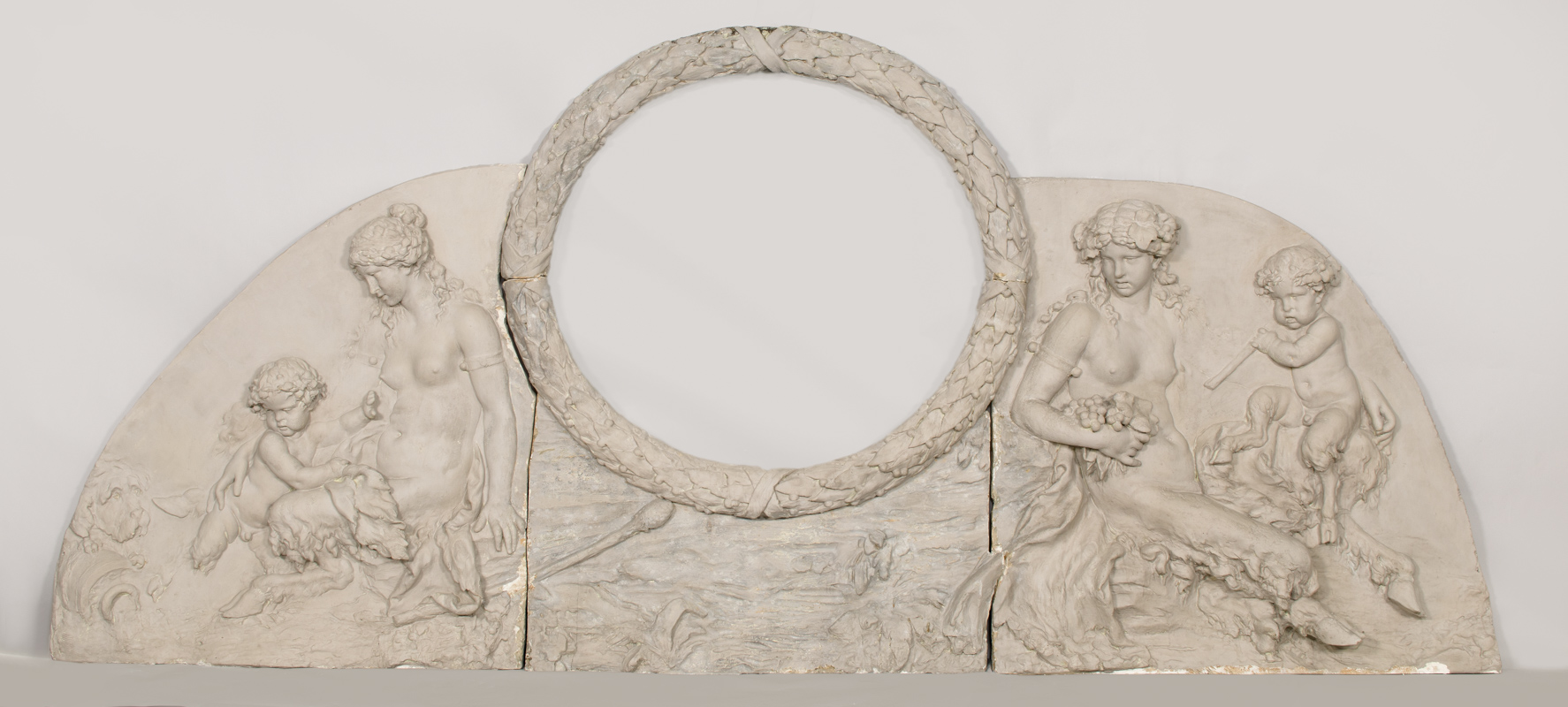
Satyresses jouant avec des satyres enfants autour d’un œil-de-bœuf, vers 1781, Nancy, Musée lorrain.

- Satyresses jouant avec des satyres enfants autour d’un œil-de-bœuf, vers 1781, bas-relief en stuc, 185 × 412 × 24 cm, élément de décor de la cour de l’hôtel de Bourbon-Condé, Nancy, Musée lorrain[2].
- Naïade, 1782, pierre de tonnerre, destinée à la salle de bains de l’hôtel de Besenval, collection particulière[2].
- Vénus et l’Amour avec Léda et le cygne, 1782, pierre de tonnerre, 103 × 323 × 22 cm, décor pour la salle de bains de l’hôtel de Besenval, Paris, musée du Louvre[28].
- Pan poursuivant Syrinx sous le regard de l’Amour, 1782, pierre de tonnerre, 104 × 323 × 23 cm, décor pour la salle de bains de l’hôtel de Besenval, Paris, musée du Louvre[29].
- Paire de vases à décor identique d’une ronde de satyres et de satyresses avec les accessoires d’une thiase bachique, 1782, pierre de tonnerre, H. 107 cm, diam. 42 cm, destinés à la salle de bains de l’hôtel de Besenval, Paris, musée du Louvre[30].
- Erigone, 1782, plâtre, 205 × 80 × 47 cm, élément de décor de la salle à manger, Maisons-Laffitte, château de Maisons-Laffitte[5].
- Erigone tenant la grappe de la main droite, fin XVIIIe siècle, terre cuite, 56,1 × 20,5 × 16,8 cm, réduction d’après le modèle du château de Maisons, Paris, Petit Palais[5].
- Erigone tenant la grappe de la main gauche, fin XVIIIe siècle, terre cuite, 52,5 × 18 × 12,5 cm, réduction d’après le modèle du château de Maisons, Stockholm, Nationalmuseum[5].
- Enlèvement de Psyché, 1797-1800, terre cuite, 59 × 32,5 × 43 cm, Londres, Victoria and Albert Museum[31].
- Deux jeunes femmes – ou nymphes – portant avec trois bras une coupe chargée de fruits, entre 1785 et 1793, plâtre, 235 × 110 × 100 cm, destiné à la salle à manger de l’hôtel Botterel-Quintin, Paris, musée des Arts décoratifs[5].
- Deux jeunes femmes – ou nymphes – portant avec quatre bras une coupe chargée de fruits, entre 1785 et 1793, plâtre, 235 × 110 × 100 cm, destiné à la salle à manger de l’hôtel Botterel-Quintin, Paris, musée des Arts décoratifs[5].

### Dernières années
- Bacchante portée par un satyre et un bacchant, 1795, terre cuite, 50,8 cm, Pasadena, Norton Simon Museum[2].
- Le Retour du chasseur, entre 1795 et 1800, terre cuite, 37,5 × 13 × 13 cm, Bayonne, musée Bonnat-Helleu[32].
- Bacchant enlaçant une bacchante avec un thyrse chargé de raisin sur l’épaule, 1799, terre cuite, 54,9 × 32,2 × 25,7 cm, Cincinnati, Cincinnati Art Museum[5].
- Zéphyr et Flore, 1799, terre cuite, 58,4 × 26 × 29,2 cm, New York, The Frick Collection[33].
- Le Déluge, vers 1800, terre cuite, 54,5 × 27,9 × 22,9 cm, Boston, musée des Beaux-Arts[34].
- Bacchante courant, entre 1803 et 1804, terre cuite, 38 × 15 × 18,5 cm, Paris, musée Cognacq-Jay[35].
- Caton d’Utique, 1804, plâtre, 200 × 62 × 70 cm, Paris, Sénat, palais du Luxembourg[36].
- Portrait de François-Denis Tronchet, 1806, marbre, 80 × 63,5 × 30 cm, Paris, palais du Luxembourg[5].
- Portrait de Louis-Pierre-Pantaléon Resnier, vers 1809, marbre, 66 × 59 × 34 cm, Versailles, château de Versailles[5].
- Homère aveugle chassé par les pêcheurs (et les chiens), vers 1809, terre cuite, 61 × 37 × 29,5 cm, Paris, musée du Louvre[37].
- Homère aveugle chassé par les pêcheurs (et les chiens), bronze signé Thomire, Toledo, musée d'Art de Toledo[5].

Œuvres de Clodion
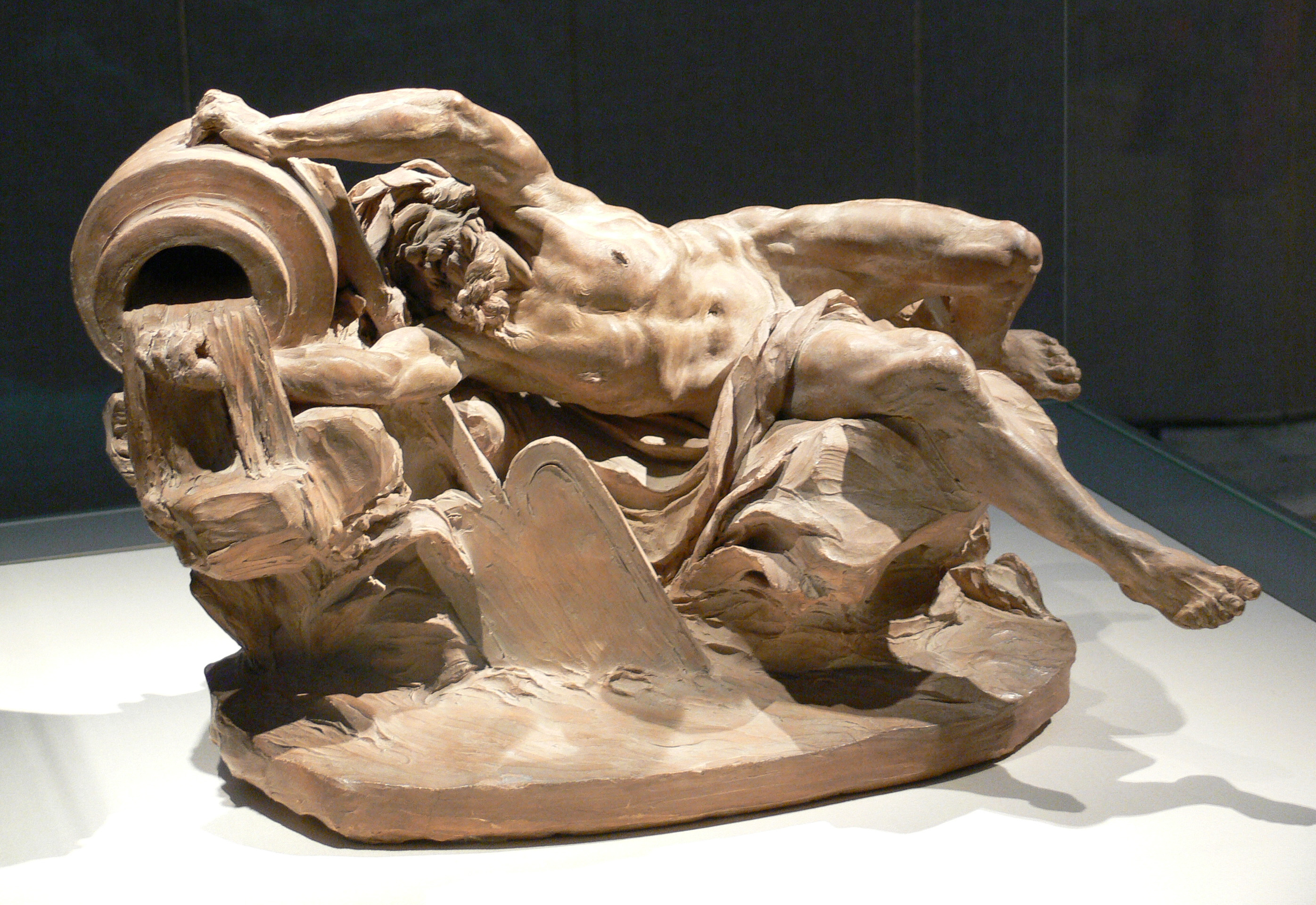
Le Fleuve du Rhin séparant les eaux, 1765, terre cuite, Fort Worth, musée d'Art Kimbell.
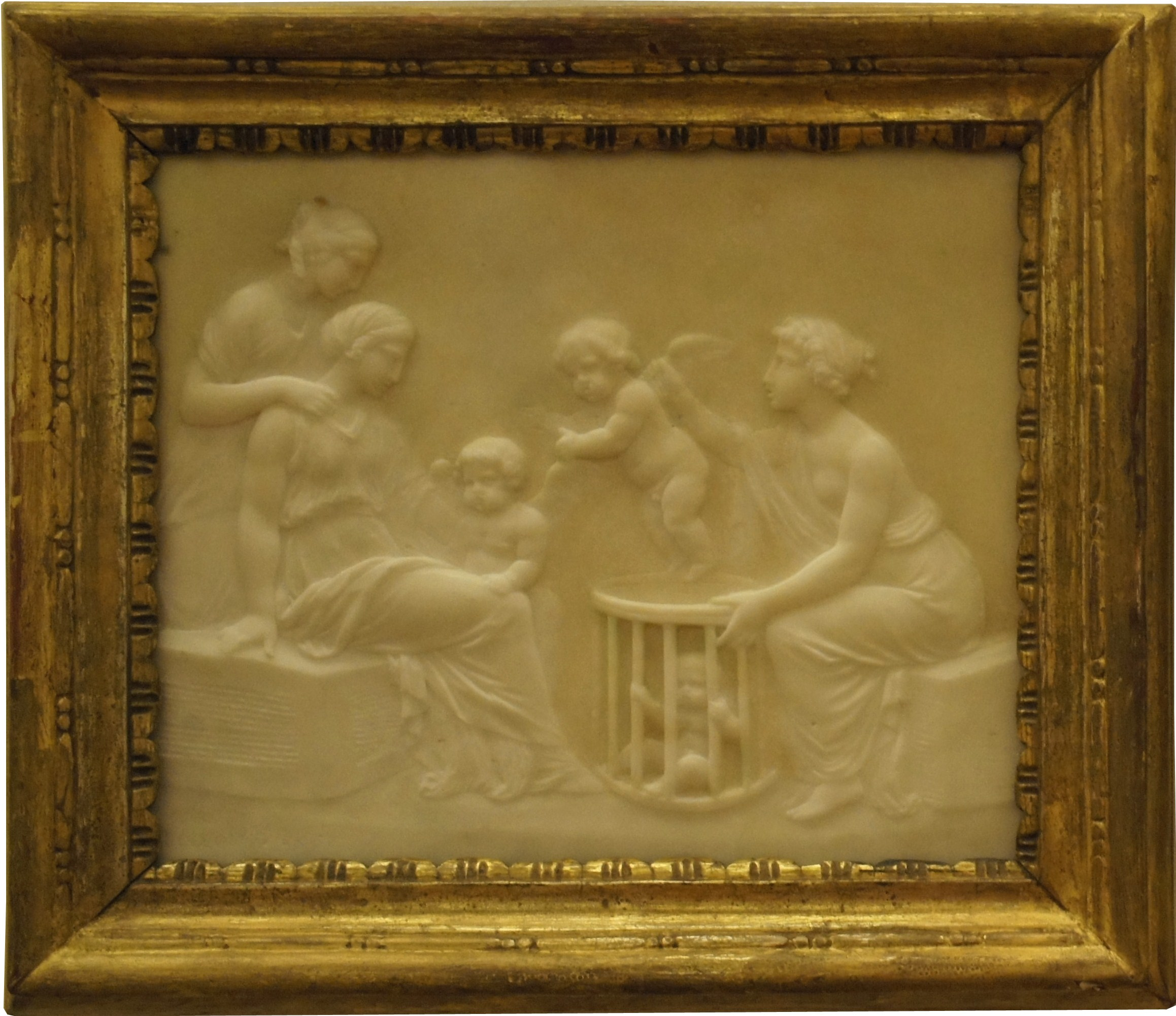
La Marchande d’Amours, vers 1765-1768, marbre, Nancy, musée des Beaux-Arts.
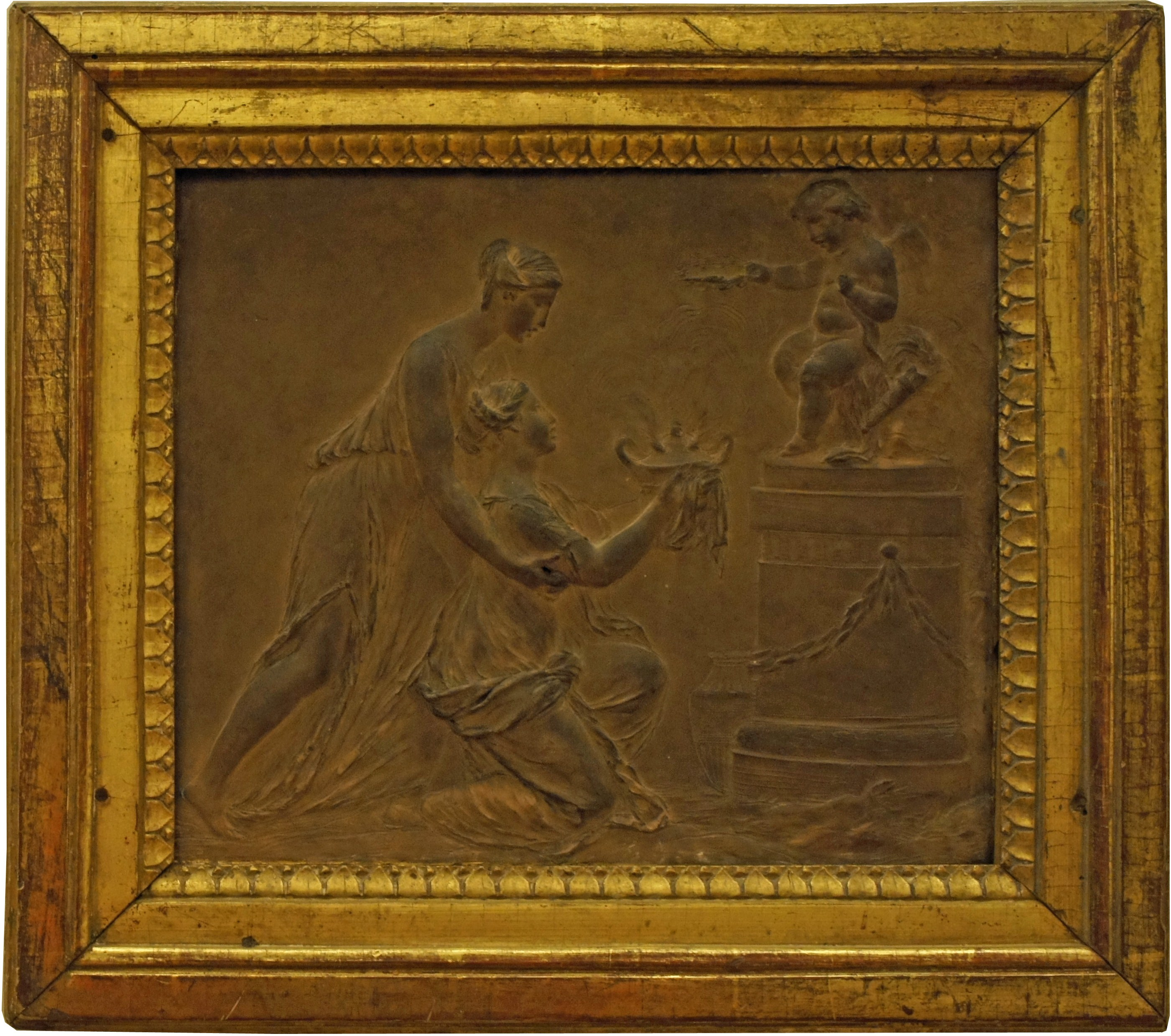
L’Offrande à l’Amour, entre 1765 et 1771 (?), terre cuite, Nancy, musée des Beaux-Arts.
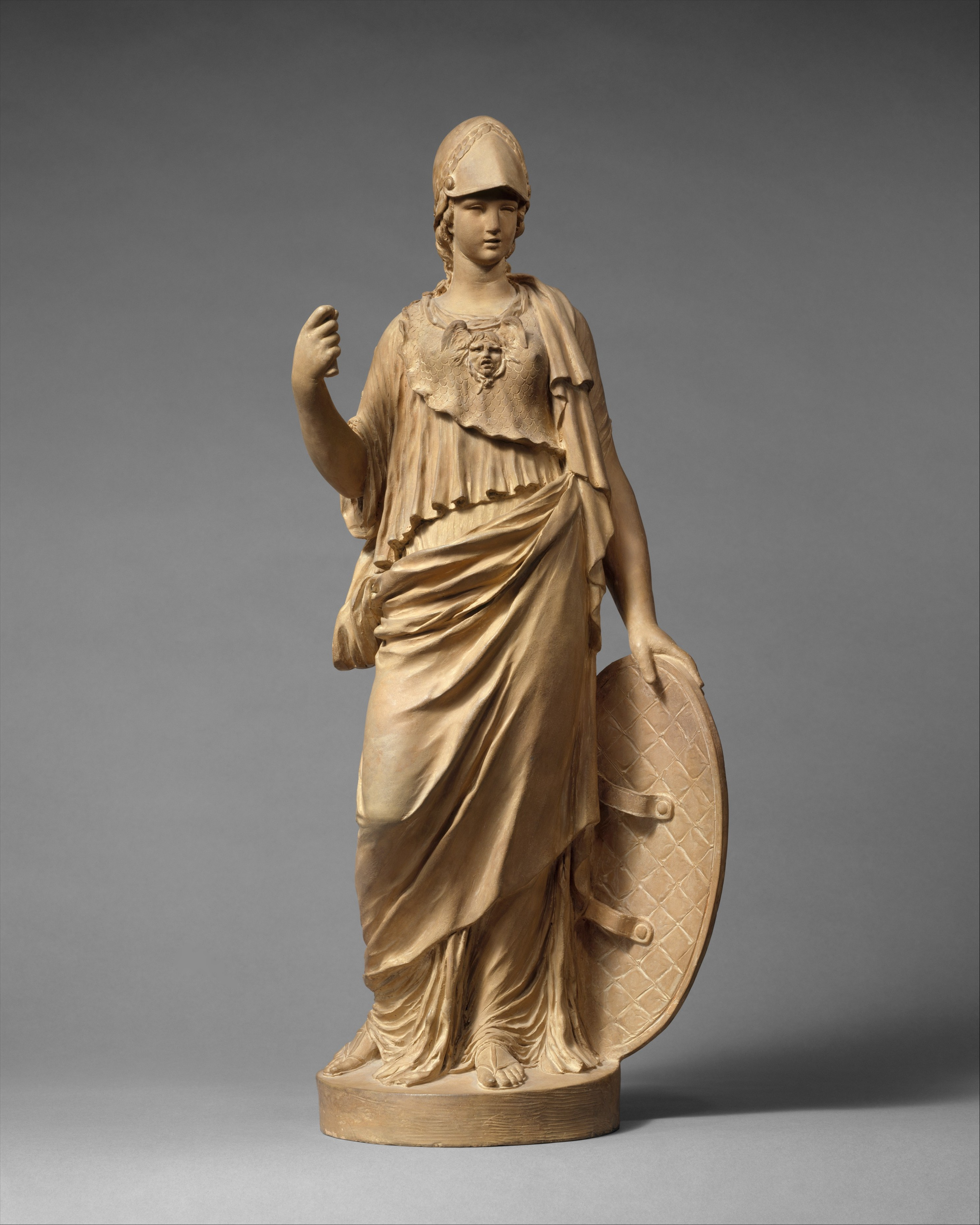
Minerve, 1766, terre cuite, New York, Metropolitan Museum of Art.
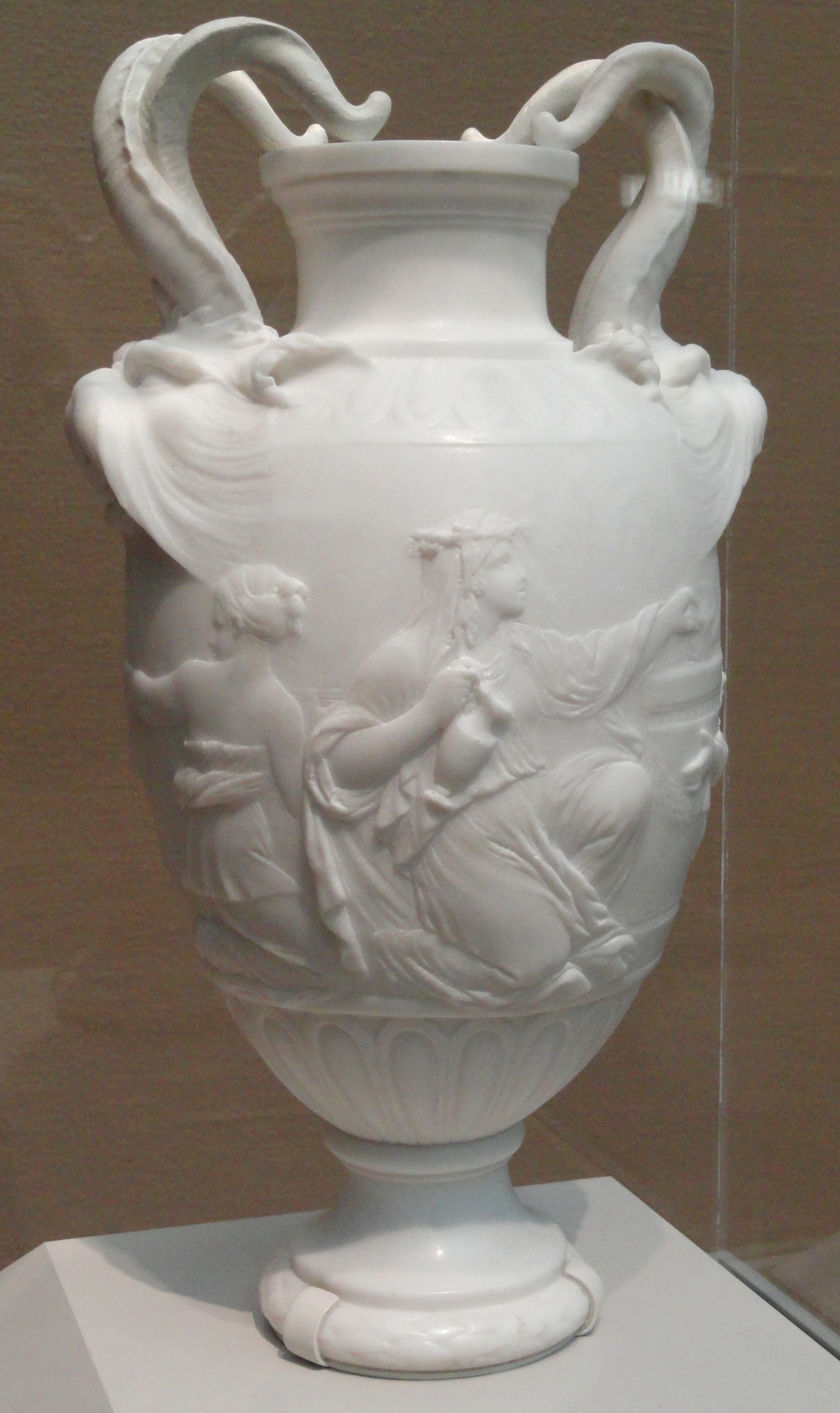
Vase au décor de cinq femmes faisant un sacrifice, 1766, marbre, Art Institute of Chicago.
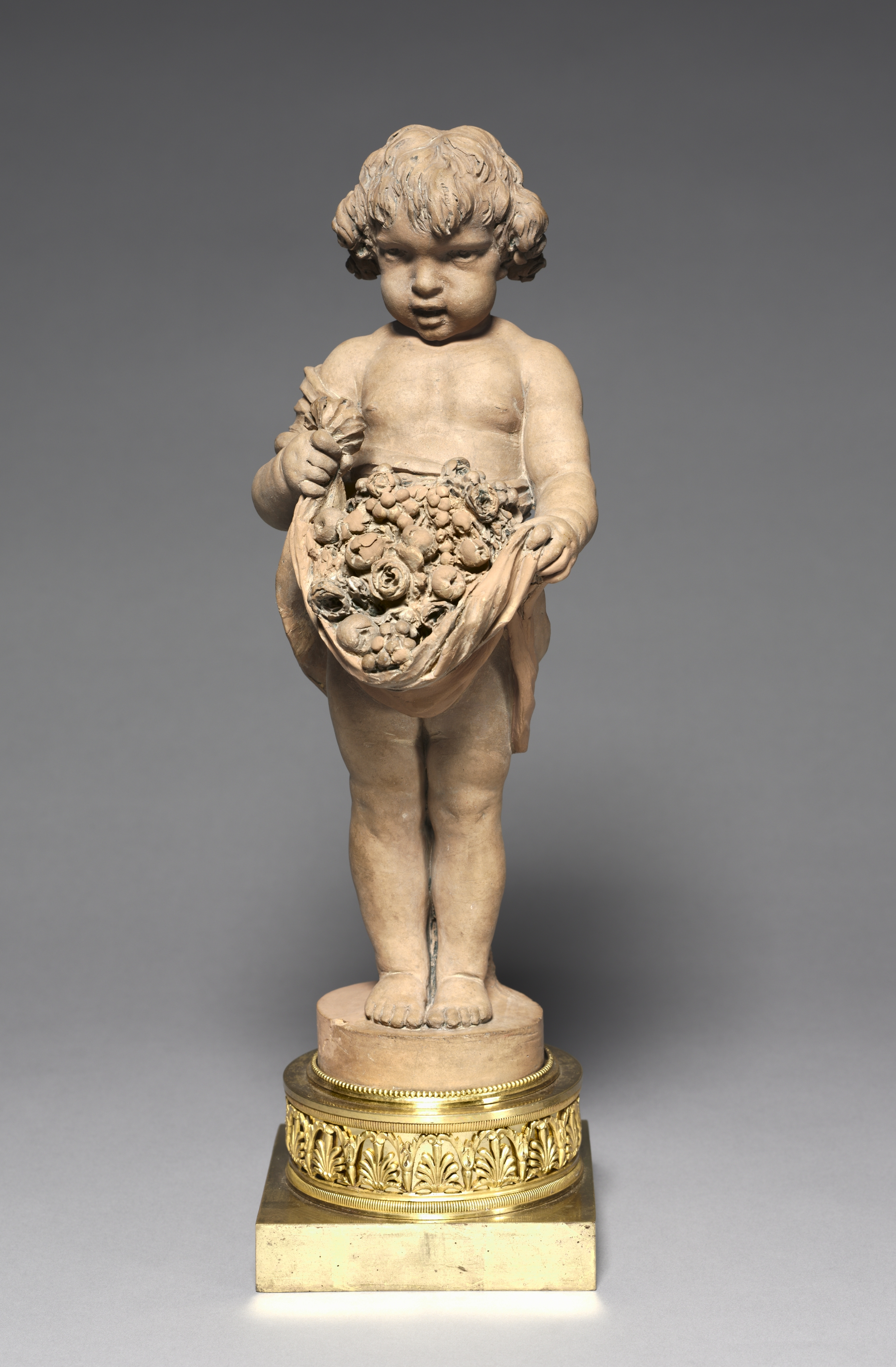
Fillette portant des fleurs dans sa tunique, années 1770, terre cuite, Cleveland Museum of Art.
Jeune fille présentant des guirlandes de roses sur un plateau, années 1770, terre cuite, Cleveland Museum of Art.
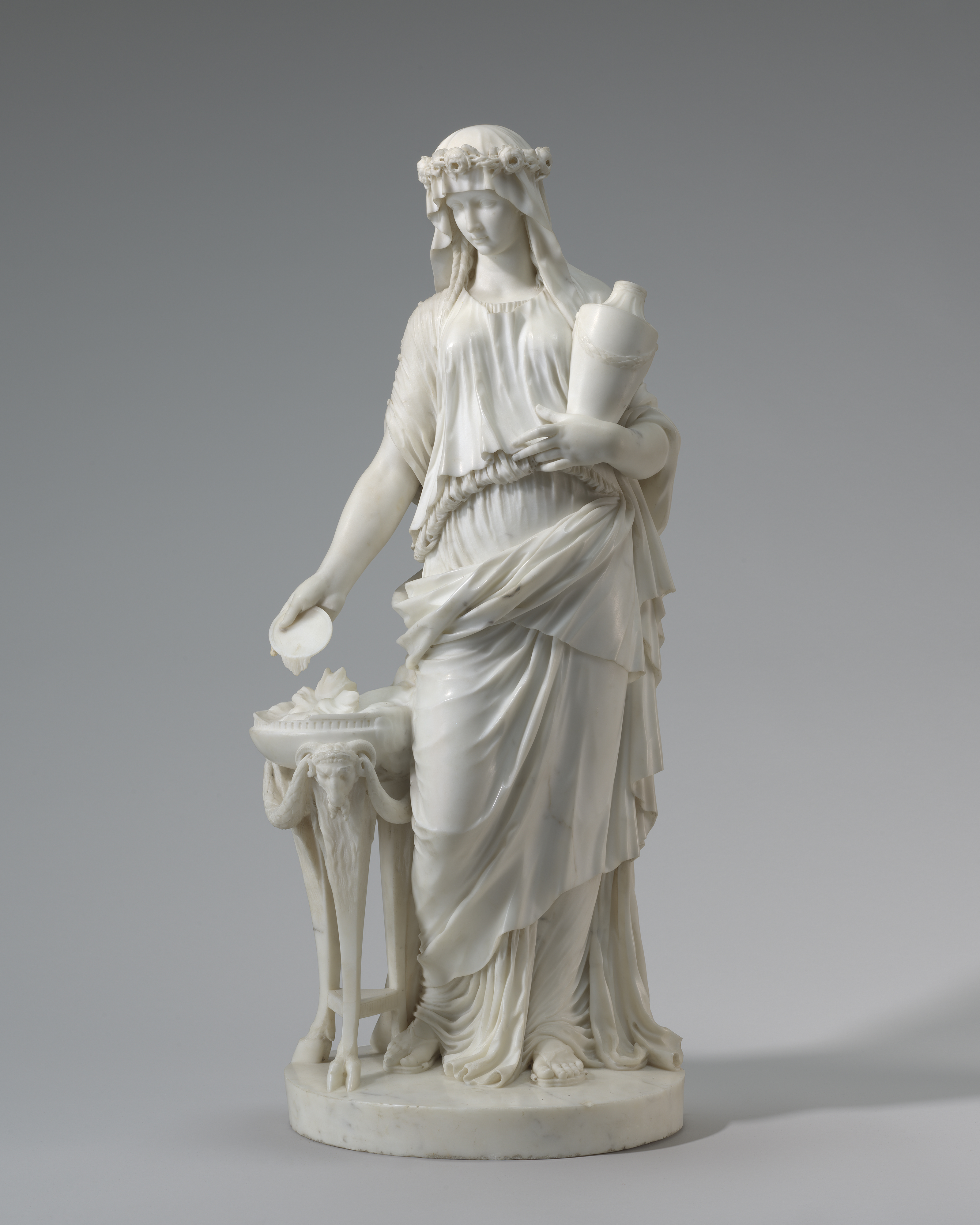
Vestale, 1770, marbre, Washington, National Gallery of Art.
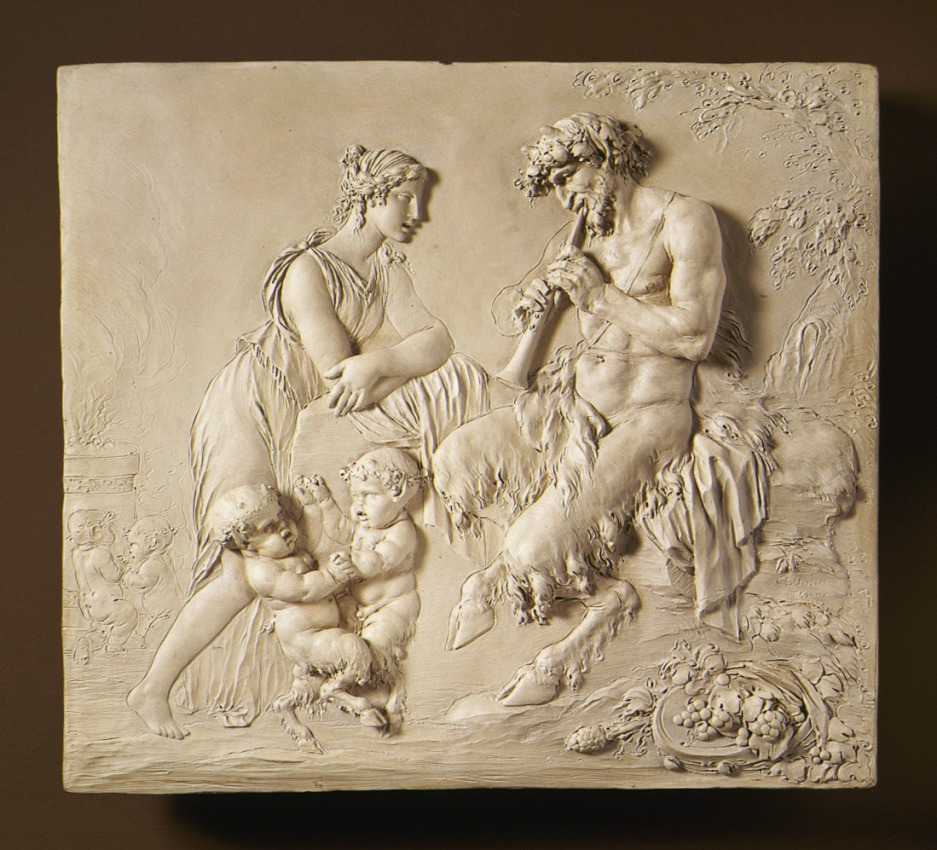
Satyre jouant de la flûte devant une nymphe qui l’écoute et deux satyres enfants dansant, 1773, terre cuite, Los Angeles, musée d'Art du comté de Los Angeles.
Satyre enfant courant avec un hibou, 1773, terre cuite, Cleveland Museum of Art.
Satyresse enfant courant avec un nid, 1773, terre cuite, Cleveland Museum of Art.
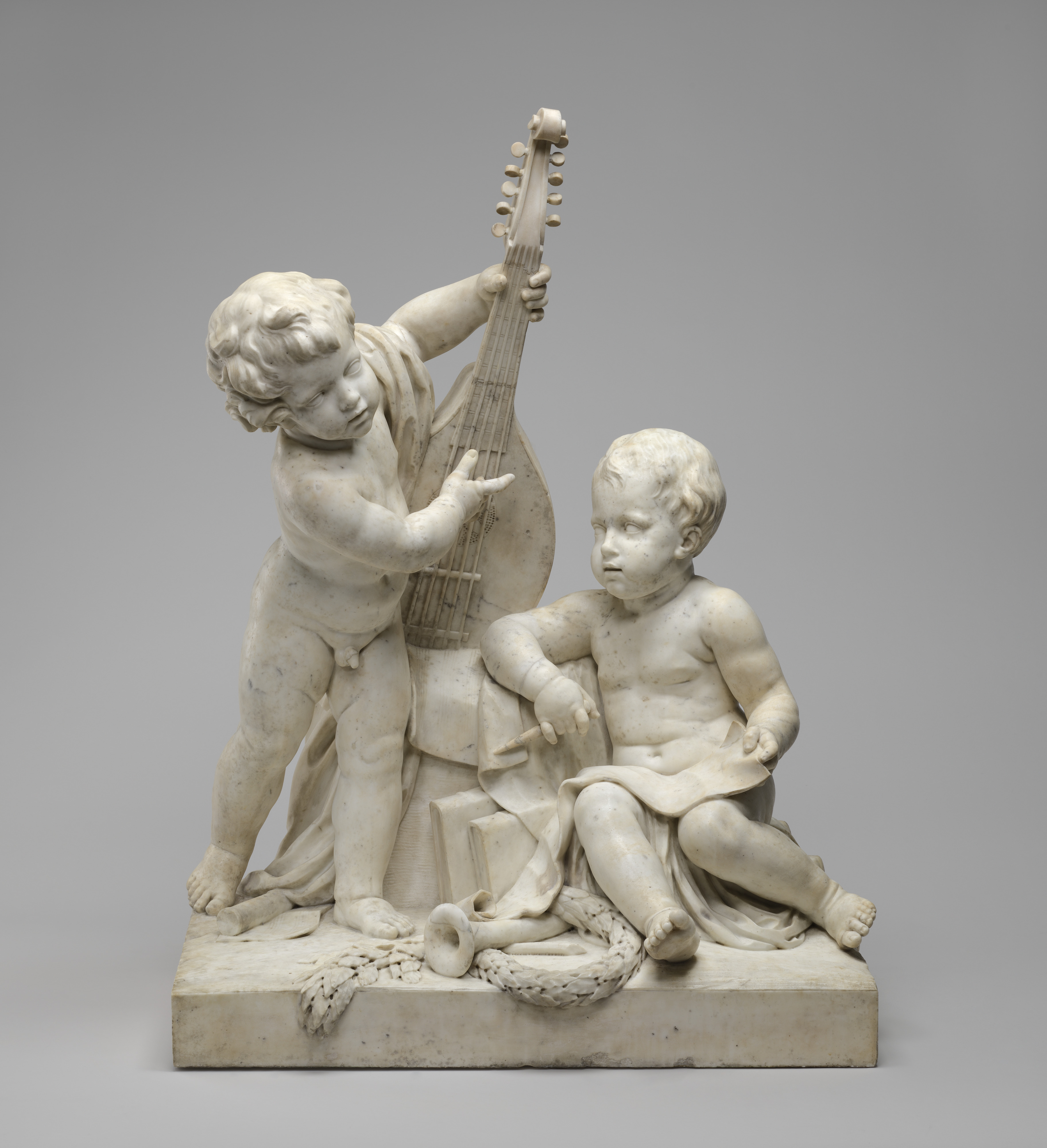
La Poésie et la Musique, vers 1774-1778, marbre, Washington, National Gallery of Art.
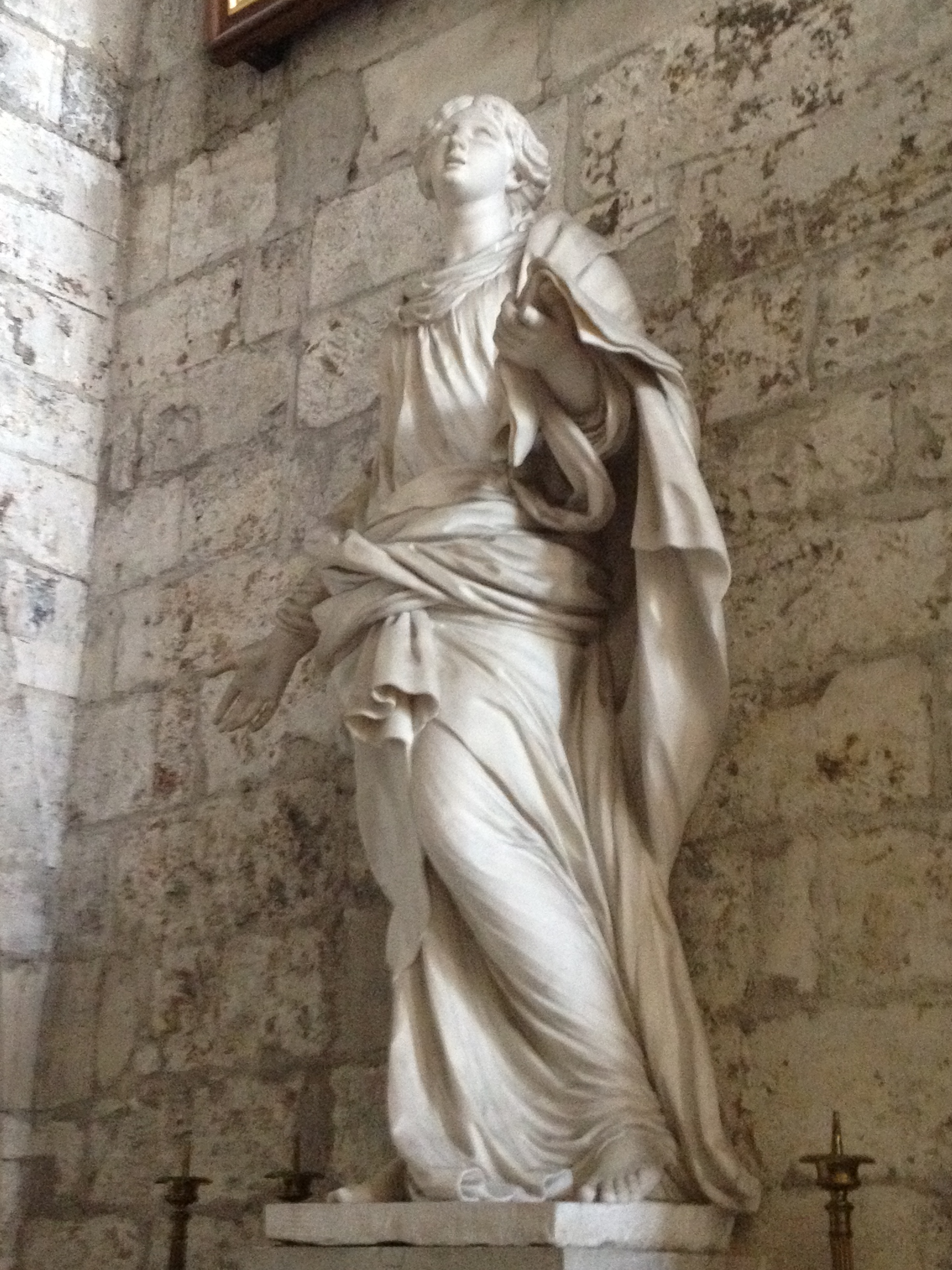
Sainte Cécile, 1777, marbre, Rouen, cathédrale Notre-Dame.
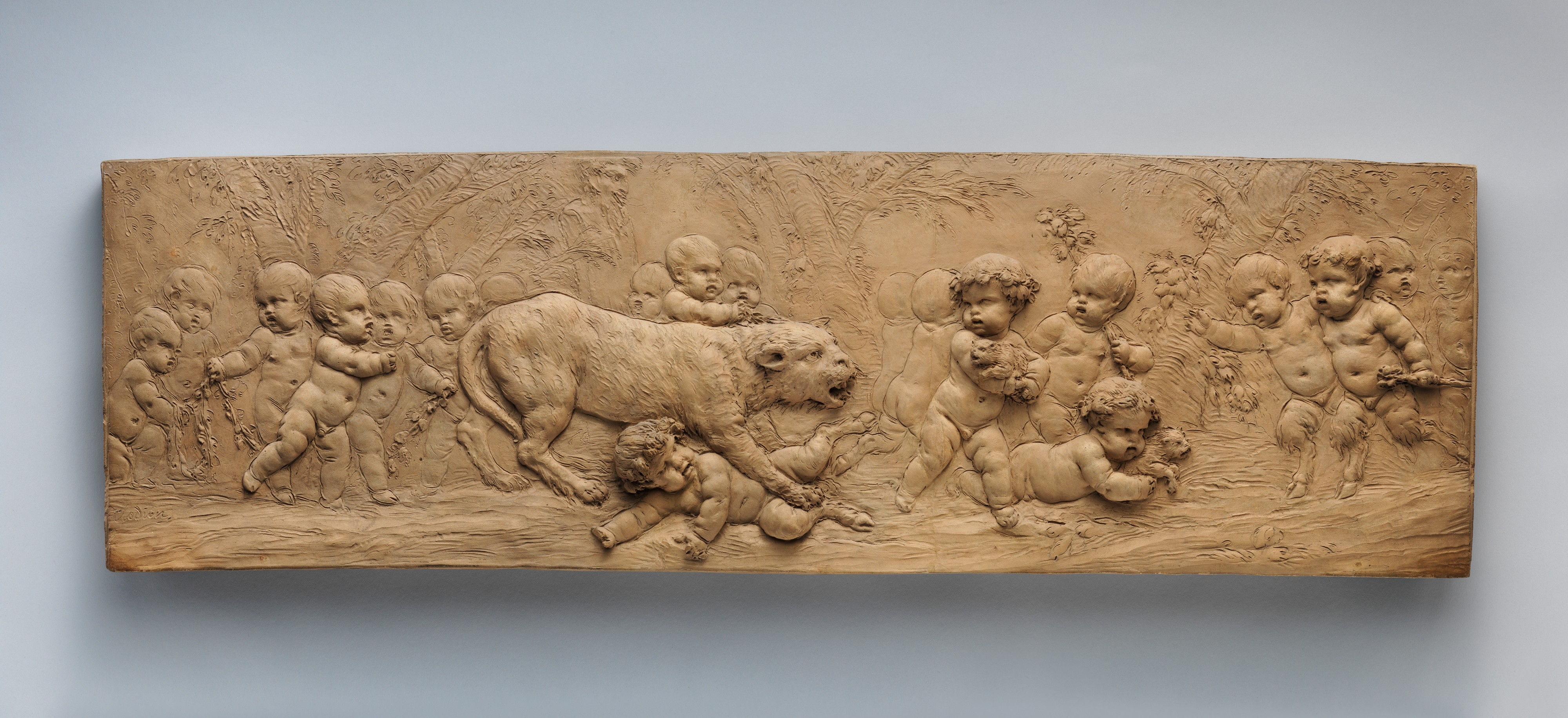
Enfants et petits satyres volant ses enfants à une panthère, vers 1781, terre cuite, New York, Metropolitan Museum of Art.
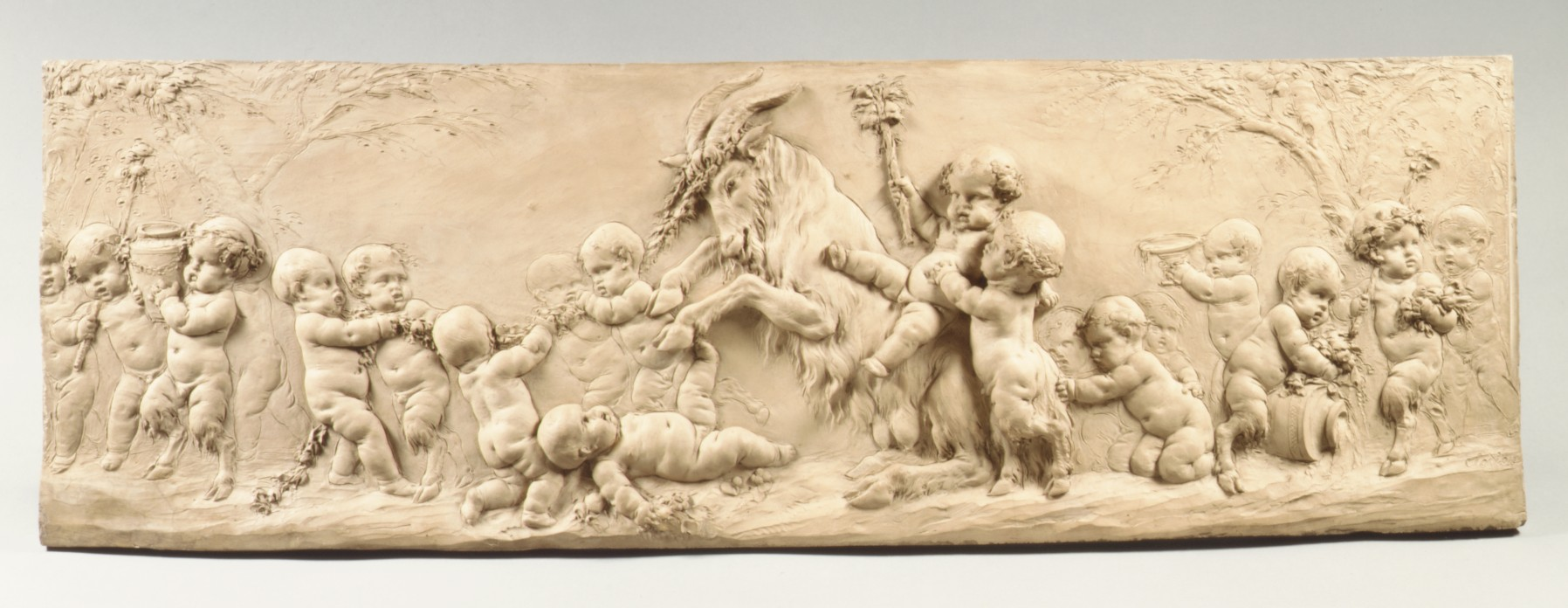
Enfants et satyres conduisant une chèvre au sacrifice, vers 1781, terre cuite, New York, Metropolitan Museum of Art.
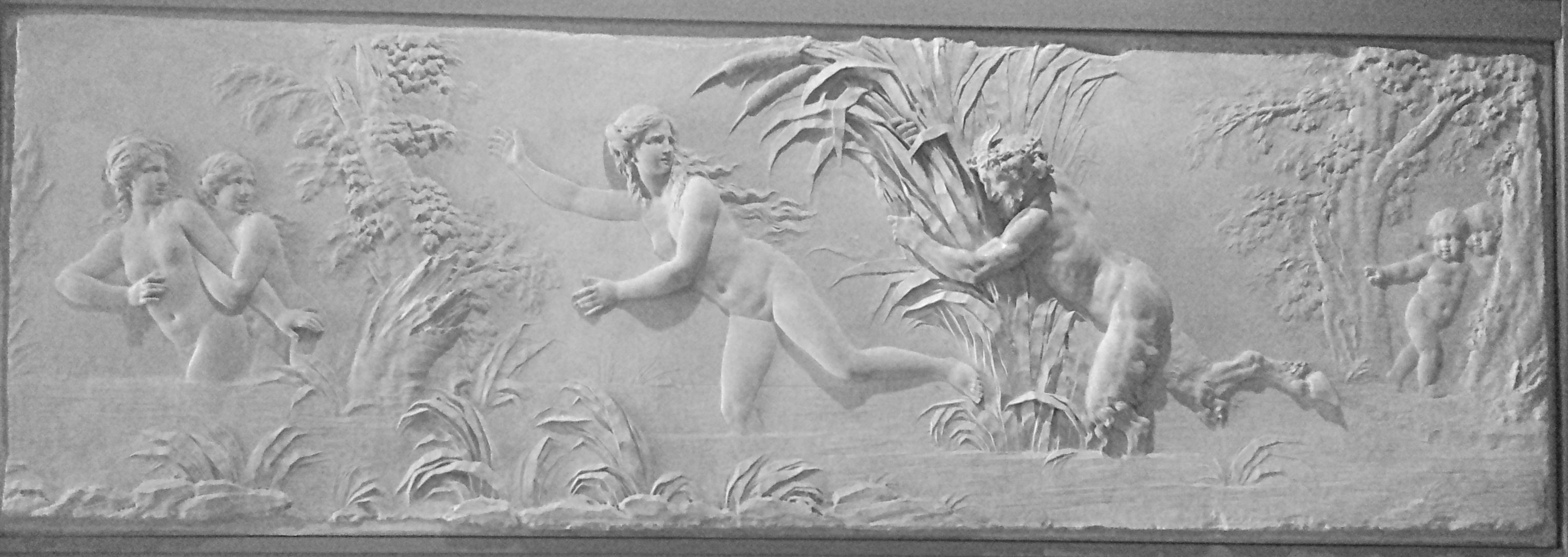
Pan poursuivant Syrinx sous le regard de l’Amour, 1782, pierre de tonnerre, Paris, musée du Louvre.
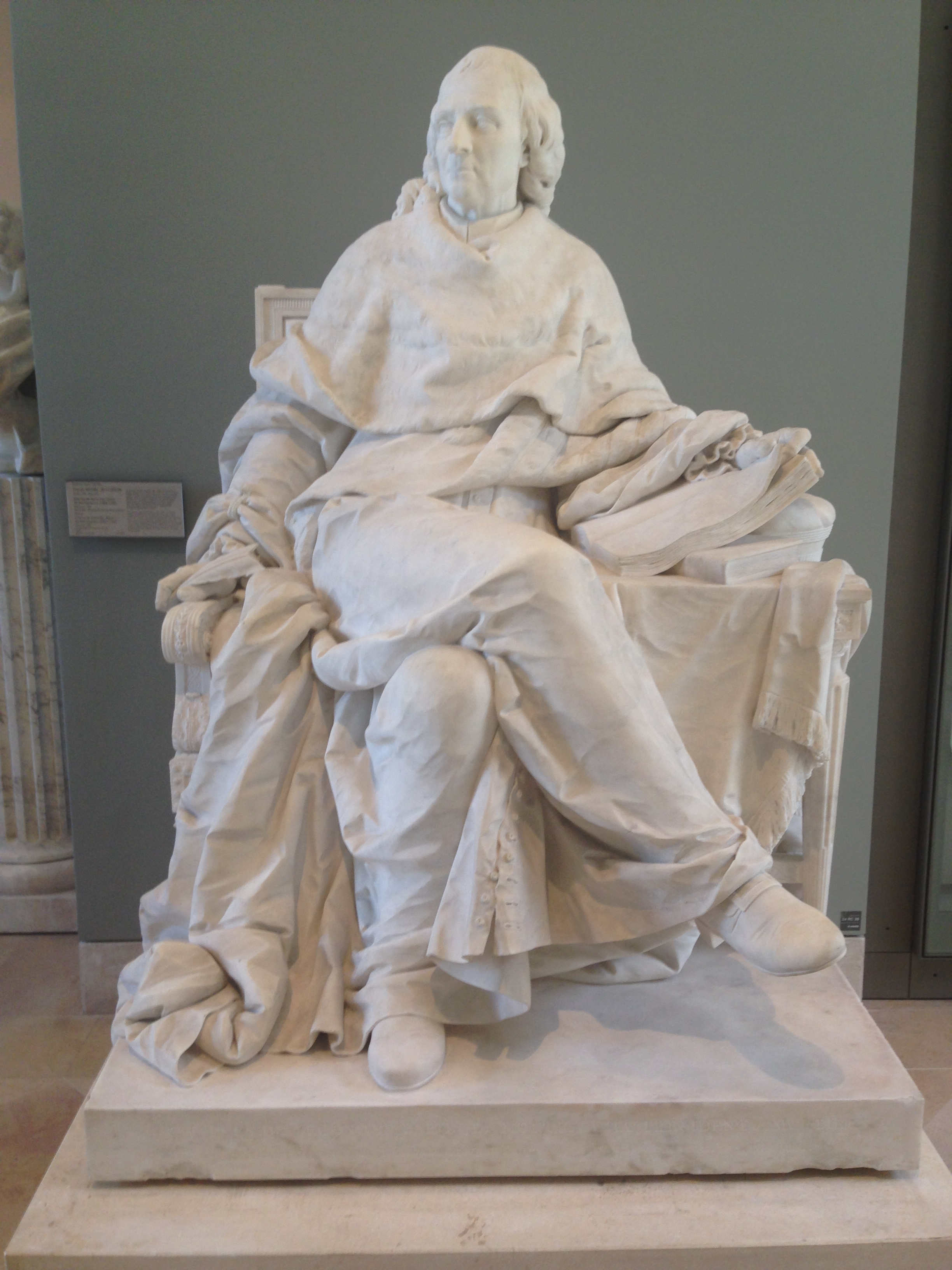
Montesquieu, 1783, marbre, Paris, musée du Louvre.
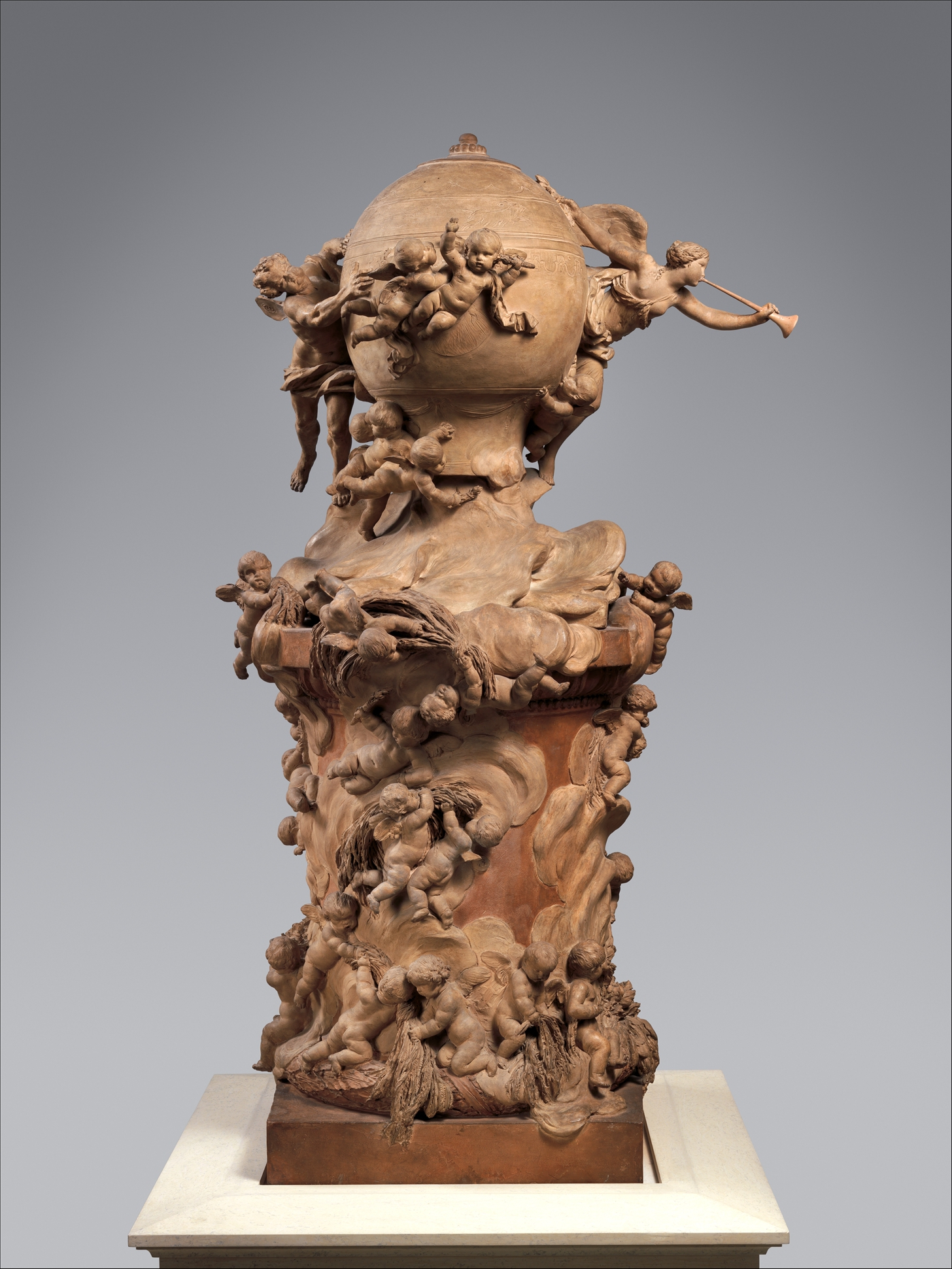
Modèle pour un monument commémorant l’ascension en ballon des physiciens Charles et Robert, 1784, terre cuite, New York, Metropolitan Museum of Art.
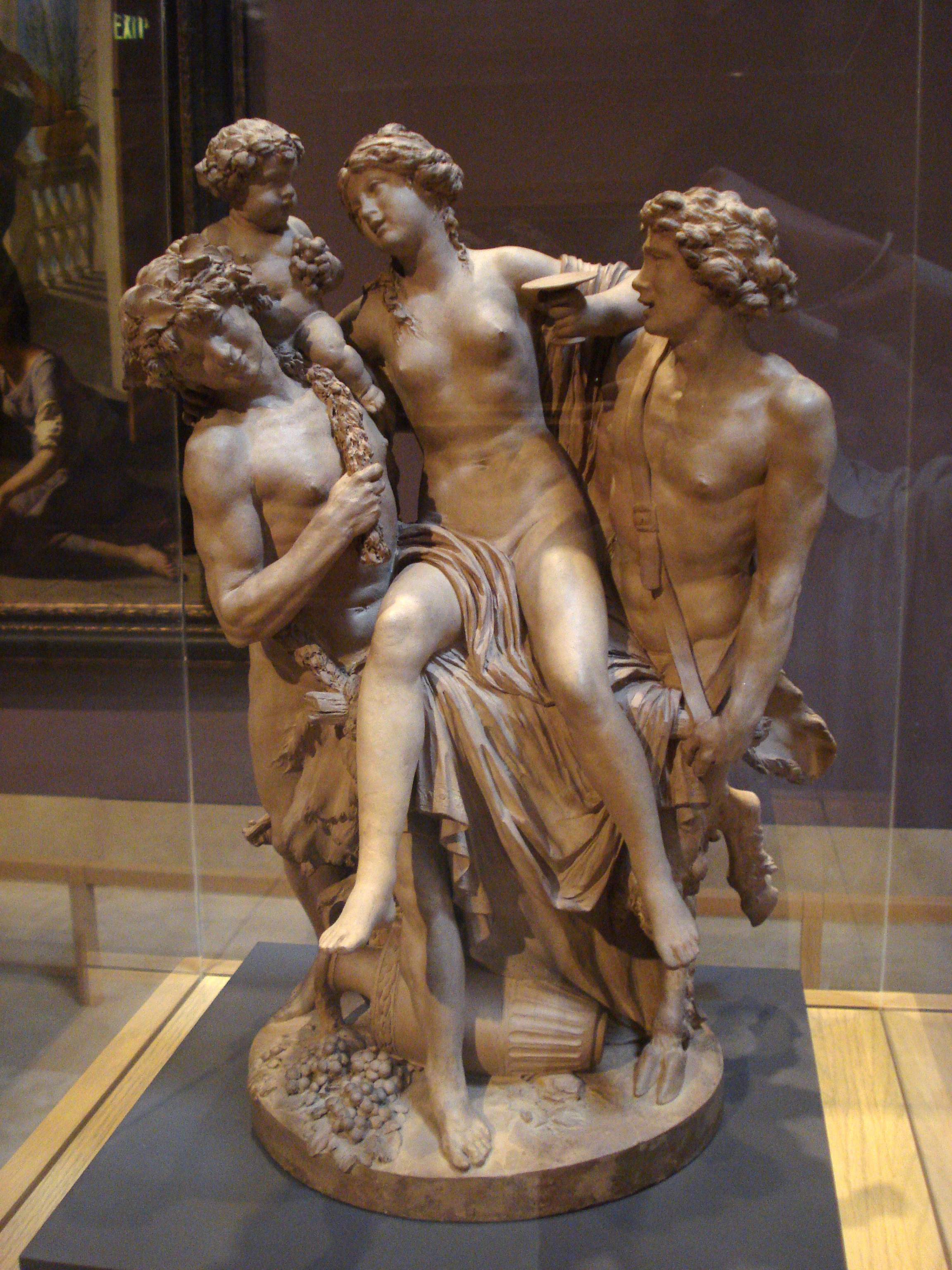
Bacchante portée par un satyre et un bacchant, 1795, terre cuite, Pasadena, Norton Simon Museum.
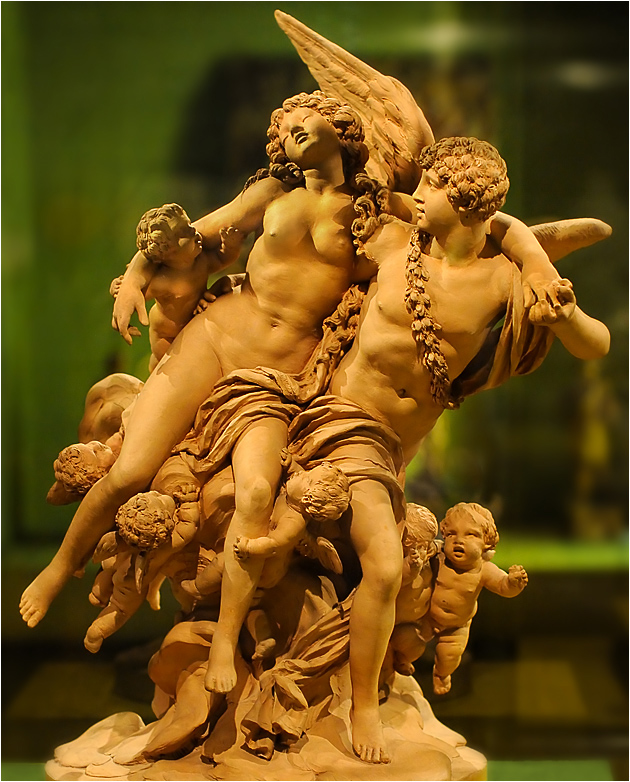
Enlèvement de Psyché, 1797-1800, terre cuite, Londres, Victoria and Albert Museum.

## Iconographie
- Vital Gabriel Dubray, Clodion, 1857, statue en pierre, Paris, façade du palais du Louvre.
- Louis Lévêque, Portrait du sculpteur Claude Michel dit Clodion (1738-1814), 1859, buste en marbre, Paris, musée du Louvre[38].